# Rosa osmastonii
Rosa osmastonii es una especie de planta del género Rosa, de la familia Rosaceae.

## Taxonomía
Rosa osmastonii fue descrita por Rawat y Pangtey en 1987.

## Distribución
Se encuentra en el territorio de Nepal y occidente del Himalaya.